# Manuel Pascali
Manuel Pascali (Milaan, 9 september 1981) is een Italiaanse voetballer (middenvelder) die sinds 2008 voor de Schotse eersteklasser Kilmarnock FC uitkomt. Voordien speelde hij onder andere voor Parma FC.